# Soldatski bal
Soldatski bal je debutové album sarajevské skupiny Plavi orkestar. Album obsahuje hity Suada, Šta će nama šoferima kuća (Co s námi řidiči udělá dům) s Nadou Obrić a Bolje biti pijan nego star (Lepší být opilý než starý). Album vyšlo v roce 1985. vydané nahrávací společností Jugoton.
V roce 2015 se obal alba umístil na 58. místě v seznamu 100 největších přebalů alb jugoslávského rocku publikovaném webovým magazínem Balkanrock.

## O albu
Texty alba jsou většinou inspirovány povinnou vojenskou službou Saši Lošiće, kterou sloužil v Bitole od září 1983 do září 1984. Na albu se objevila řada hostů, včetně Nady Obrić, Akiho Rahimovského z Parni valjak, Jury Stubliće z filmu, Peđa D' Boy of Dʼ Boys, Ivan "Firči" Fece z EKV, Marina Perazić, Dragoš Kalajić a Jovan Ćirilov.
S více než 500 000 prodanými kopiemi jde o nejprodávanější debutové album v Jugoslávii a jejích nástupnických státech.

## Pokrýt
Obal alba navrhl Bojan Hadžihalilović. V replice The Beatles' Sgt. Pepper's Lonely Hearts Club Band, ukazuje čtyři členy kapely po stranách sedmi tajemníků Jugoslávské Komunistické ligy mládeže (SKOJ) a 49 osob z jugoslávské historie a veřejného života, jako je Petr II. Petrović-Njegoš, Ivo Lola Ribar, Bata Živojinović. , Lepa Brena, Vuk Karadžić, Slavko Štimac, Miroslav Krleža, Oliver Mandić, Mirza Delibašić atd.

## Zajímavosti
- Píseň Suada vznikla v roce 1983.[3]
- Píseň Bolje biti pijan nego star (Lepší být opilý než starý) byla na čas zakázána kvůli naštvaným důchodcům. [4]

## Zpracovává
Bolje biti pijan nego star - Dok palme njišu grane (Dubrovački trubaduri)